# 森直次

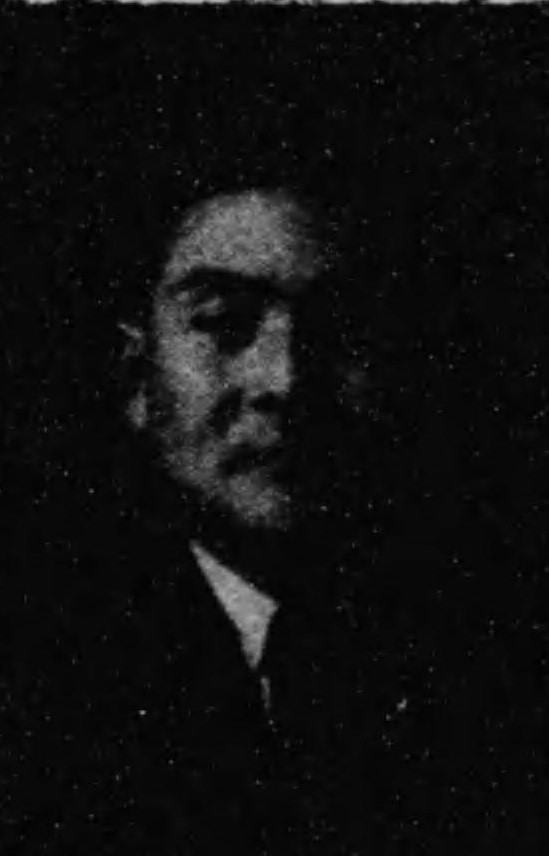
森直次

森 直次（もり なおじ、1899年3月11日 - 1952年4月9日）は、日本の政治家。衆議院議員（1期）。

## 経歴
佐賀県出身。早稲田大学で学ぶ。中華民国新民会嘱託、同中央総会首席参事、内務大臣官房事務取扱、内務大臣秘書官、内閣総理大臣秘書事務嘱託を経て、1947年の第23回衆議院議員総選挙で佐賀県から日本自由党公認で立候補して当選した。1949年の第24回衆議院議員総選挙で落選。落選後の1952年4月、日本航空のもく星号に乗ったが、乗機が伊豆大島上空で遭難したため事故死した（もく星号墜落事故）。墓所は麻布の賢崇寺。